# Burchiello (imbarcazione)

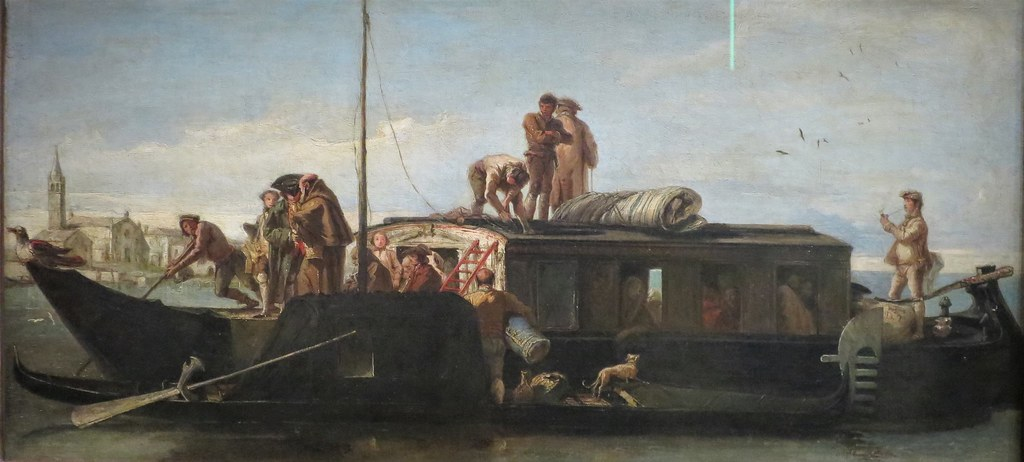
'Il burchiello', di Giambattista Tiepolo (1765-1770).

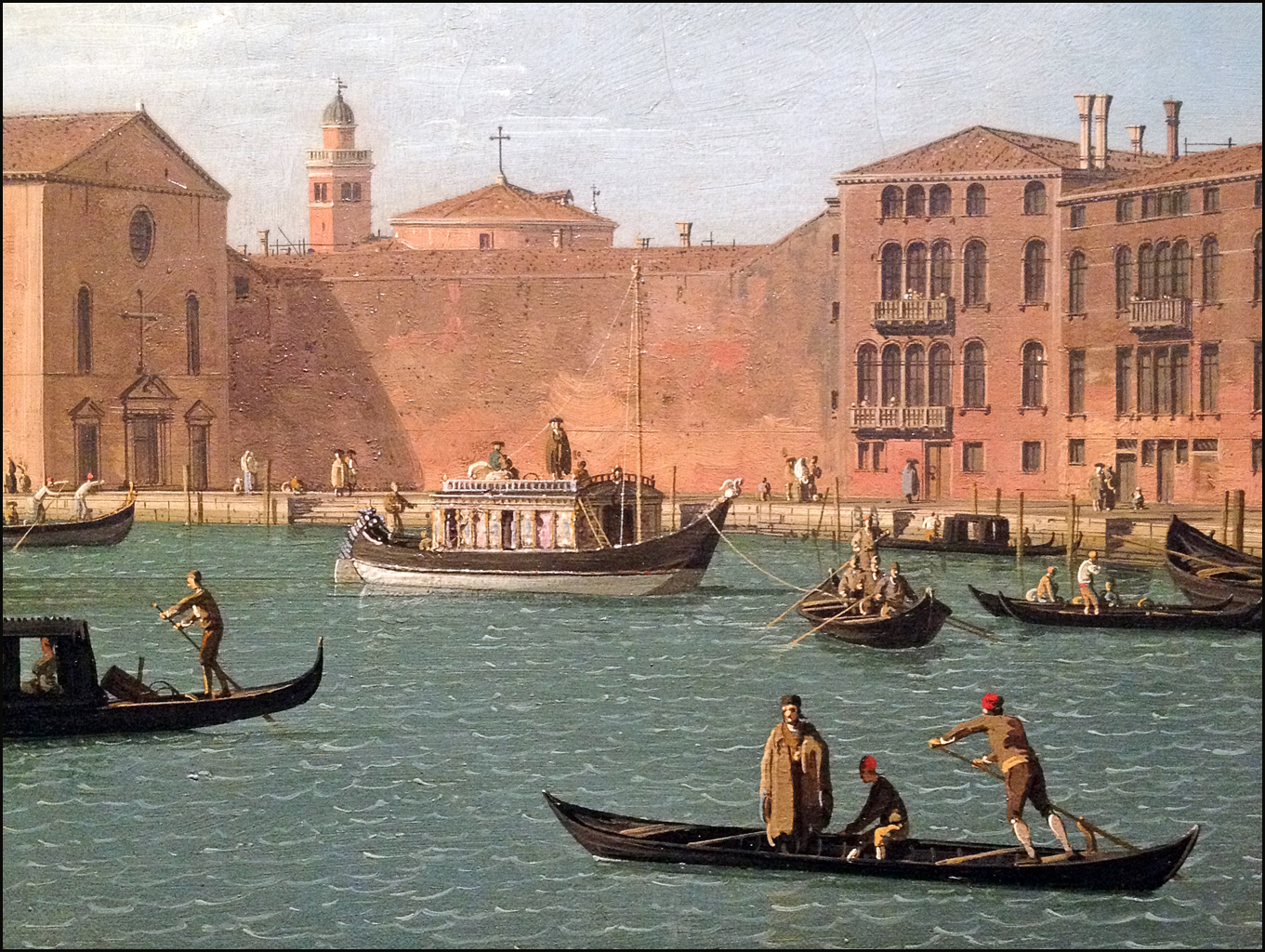
Burchiello a Venezia nel 1730-1735 (Canaletto)

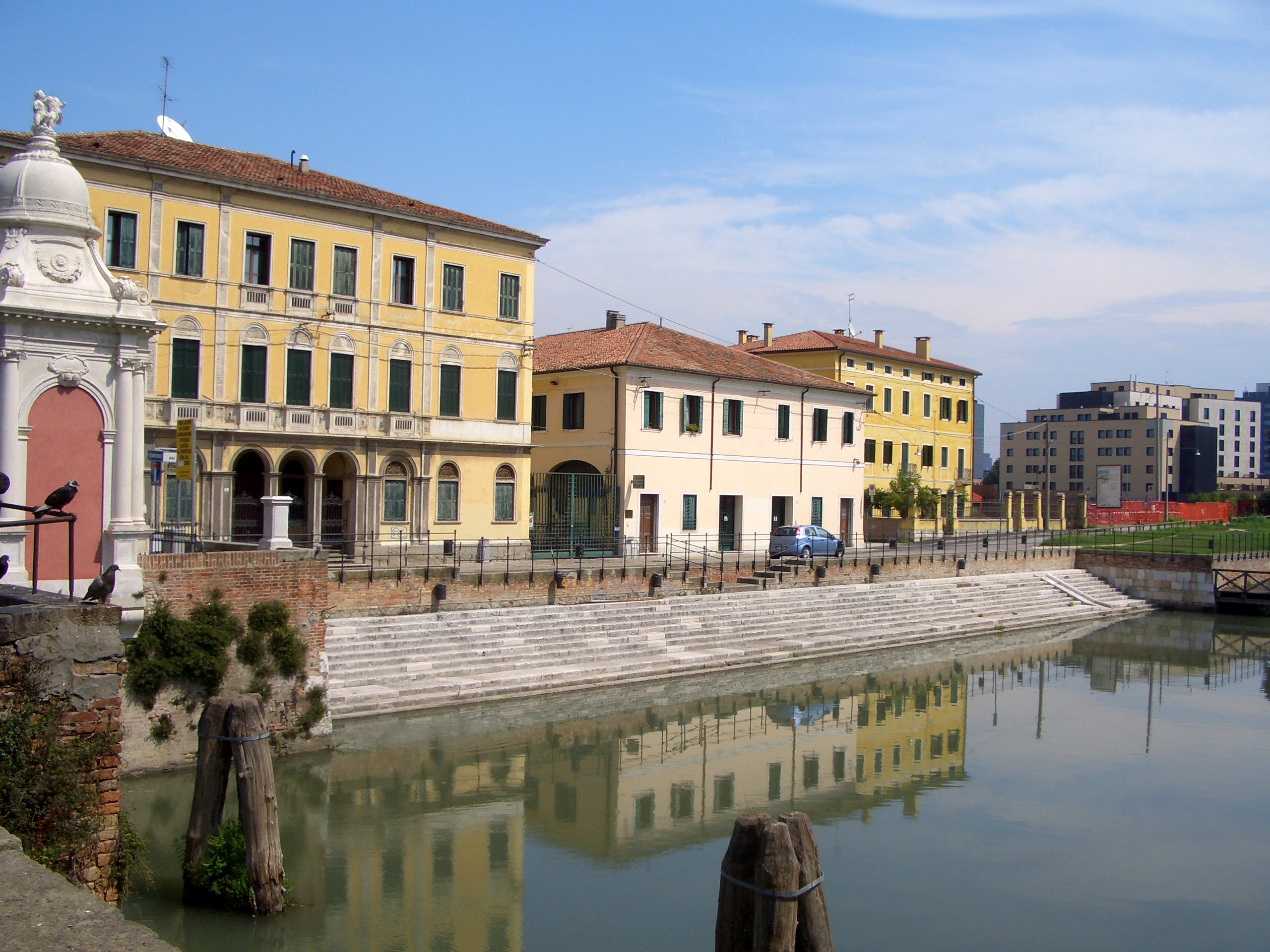
L'approdo del Burchiello a Padova

Il burchiello era, nei tempi antichi, un'imbarcazione fluviale per trasporto passeggeri che prestava collegamento sulla Riviera del Brenta nel tratto tra Padova e Venezia, ma dati storici affermano che veniva inoltre usata anche per trasporto di merci fino alla città di Verona. Era utilizzata principalmente dai nobili veneziani per recarsi nei loro possedimenti di terraferma.
Si trattava di una imbarcazione in legno, larga fino a m. 1,64 e lunga fino a m. 3,68 (vedendo i quadri del Tiepolo e del Canaletto le dimensioni appaiono ben più grandi) a seconda della tipologia, con una elegante cabina centrale dotata di tre o quattro balconi, finemente decorata e ornata di specchi, pitture e preziosi intagli; nel tragitto in laguna viaggiava a vela o a remi, mentre nel percorso da Fusina a Padova, lungo la Riviera del Brenta, era trainata da cavalli. Il viaggio da Padova a Venezia durava quasi un giorno, per questo il burchiello era dotato di tutti i comfort dell'epoca.
Dopo il 1797, con la Caduta della Repubblica di Venezia e il conseguente declino del patriziato veneziano, i burchielli caddero in disuso.
Nel 1960, l'Ente Provinciale per il Turismo di Padova decise di avviare un servizio di navigazione fluviale, per offrire ai turisti un suggestivo itinerario  lungo la Riviera del Brenta, con le sue meravigliose Ville Venete, legate a personaggi illustri come il Tiepolo e il Palladio. Venne attrezzato per lo scopo un vaporetto veneziano, al quale venne dato appunto il nome di Burchiello. 
Il servizio di linea del Burchiello è tuttora attivo e consente a turisti ed appassionati di navigare lungo la Riviera del Brenta dal centro storico di Padova (imbarco a Porta Portello) a Piazza San Marco a Venezia e viceversa, sostando in alcune delle più celebri e rappresentative Ville Venete lungo il percorso, come Villa Pisani (Stra), detta la "Regina delle Ville Venete", e Villa Foscari Malcontenta, capolavoro del Palladio e patrimonio dell'UNESCO.